# Mabulu
Mabulu (en tsonga cercant el diàleg) és un grup musical de Moçambic. El seu nom, en llengua tsonga, és una referència al fet que el grup comprèn membres de diferents generacions, com els cantants Lisboa Matavel i Dilon Djinji.
Format el 2000, el seu àlbum de debut va ser Karimbo, però la gravació del seu primer àlbum al març d'aquest any es va veure greument afectada per les fortes pluges i ciclons al llarg de la costa de Moçambic. En solidaritat amb les milers de víctimes de les inundacions, en lloc d'això van realitzar esforços d'ajuda per a desastres. El seu segon llançament, Soul Marrabenta (Riverboat), fou ediat un any més tard.
La seva cantant solista Chonyl va morir a Maputo en setembre de 2007, als 27 anys.

## Discografia
Àlbums
- Karimbo
- Soul Marrabenta

Artista col·laborador
- The Rough Guide to Acoustic Africa (2013, World Music Network)